# Aglomerado Fornax
A uma distância de aproximadamente 60 milhões de anos-luz, o Aglomerado Fornax é o segundo aglomerado mais rico dentro de 100 milhões de anos-luz, embora muito menor que o Aglomerado de Virgem. Estando primeiramente na direção da constelação de Fornax, ele deve estar associado ao próximo Aglomerado Eridanus. Embora é um aglomerado de galáxias pequeno, o Aglomerado de Fornax é uma útil fonte de informação sobre a evolução dos aglomerados, mostrando os efeitos da fusão de subgrupo com um grupo, no qual a forma proporciona ideias sobre associacão galáctica a um superestrutura. No centro do aglomerado está NGC 1399. Outros membros do aglomerado incluem: NGC 1427A e NGC 1404.